# Indaparapeo (kommun)
Indaparapeo är en kommun i Mexiko.   Den ligger i delstaten Michoacán de Ocampo, i den södra delen av landet, 190 km väster om huvudstaden Mexico City.
Följande samhällen finns i Indaparapeo:
- Indaparapeo
- San Lucas Pío
- Colonia de Guadalupe
- Colonia Benito Juárez
- Colonia del Triunfo
- Plan de las Palmas
- Los Naranjos
- Colonia San Francisco
- Zacapendo
- Pueblo Nuevo
- Las Huertas
- Colonia el Zapote
- La Herradura